# Gonbad-e Kabus
Gonbad-e Kābus (perzijski: گنبد قابوس za "Kabusov toranj") ili ‎Gonbad-e Kāvus (گنبد كاووس‎), ranije poznat i kao Dašt-e Gorgan je glavni grad istoimene općine u iranskoj pokrajini Golestan. Prema popisu iz 2006. godine imao je 127.167 stanovnika u 30.710 obitelji; uglavnom Turkmena. Prema istom popisu cijela općina je imala 283.331 stanovnika u 63.482 obitelji. Općina se sastoji od dva distrikta, Dašli Borun i Središnji distrikt, a pored Gonbad-e Kābusa tu se nalazi i grad Inčeh Borun.
Grad je najpoznatiji po istoimenom divovskom tornju-mauzoleju od opeke koji je upisan na UNESCO-ov popis mjesta svjetske baštine u Aziji 30. lipnja 2012. godine kao jedinstven primjer islamske arhitekture koji je inspirirao brojne vjerske građevine u Iranu, Anatoliji i Srednjoj Aziji.

## Znamenitosti
Toranj Gonbad-e Kābus, sa svojom visinom od 55 metara (72 m uključujući postolje) je najviši toranj na svijetu sagrađen isključivo od opeke.
Dao ga je sagraditi zijaridski emir Kabus ibn Vušmgir 1006. godine samo 3 km sjevernije od svoje prijestolnice, starog grada Džordžana. Zapravo toranj je jedini ostatak ovog grada koji je bio veliko srednjovjekovno središte kulture i umjetnosti, a kojega su uništili Mongoli u 14. i 15. stoljeću. Danas se nalazi na 15 m visokom brdu u središnjem gradskom parku.
Toranj ima 3 m debele zidove i promjer valjka od 17 m (15,5 na vrhu); desetokutnog je tlocrta s kupolastim krovom, sagrađen u zlatnom rezu (1:1,618). Zapravo, sagrađen je tako matematički promišljeno da osoba koja stoji ispred tornja, u vanjskom krugu, može čuti jeku iz tornja.
Unutra se nalaze jedni od najstarijih primjera tzv. stalaktitnog ukrašavanja (mukarna) u islamskoj umjetnosti. Na njegovom dnu stoji kaligrafski natpis na arapskom:
هذا القصر العالي – لامير شمس المعالي – الامير قابوس ابن وشمگير – امر به بنائه في حياته – سنه سبع و تسعين – و ثلثمائه قمريه و سنه خمس و سبعين و ثلثمائه شمسيه
Iako se nigdje ne navodi da je toranj služio kao mauzolej, prema predaji u njemu je grobnica kraljevića Zijaridske dinastije; i to da je u staklenom lijesu spušten s vrha tornja.
Slavni britanski putopisac, Robert Byron, je u svom djelu "Put za Oksijanu" iz 1937. godine naveo kako ga je upravo fotografija ovog tornja ponukala na proputovanje Perzijom.
Pored tornja, nešto sjevernije nalaze se i ostaci Velikog gorganskog zida, 155 km dugog i 10 m širokog zida, koji je bio najdulji zid poslije Kineskog zida na svijetu. On je imao oko 40 tornjeva, različitih udaljenosti jednog od drugog. Vjeruje se da je sagrađen tijekom Partskog Carstva, a obnovljen za Sasanidskog Carstva (3. – 7. st.).
60 km sjeverno od grada nalazi se 250 ha veliko i 4 m duboko slatkovodno jezero Alma gol (دریاچه آلماگل‎) koje je poznato po svojim somovima i pticama selicama. Zbog toga ga je 1975. godine zaštitila Ramsarska konvencija kao vlažno područje svjetskog značaja.

## Poveznice
- Gorgan

## Vanjske poveznice
- (perz.) Planovi Irana za zaštitu tornja  Arhivirana inačica izvorne stranice od 22. svibnja 2011. (Wayback Machine)

Wikimedijski zajednički poslužitelj:
|  | Zajednički poslužitelj ima još gradiva o temi Gonbad-e Kabus |